# Северное кладбище (Манила)
Северное кладбище (исп. Cementerio del Norte de Manila, англ. Manila North Cemetery) — одно из старейших кладбищ столицы Филиппин г. Манила. Это крупнейшее кладбище столичного региона страны.
Основано в 1904 году. Площадь кладбища 54 га.
Расположено на проспекте Андреса Бонифацио, граничит с двумя другими большими кладбищами: Ла Лома и Манильским китайским кладбищами.
Учитывая, что на Филиппинах людей, в основном, хоронят не в земле, а в семейных склепах-мавзолеях, Северное кладбище Манилы это целый город с обширной и сложной сетью улиц и переулков. Из-за перенаселения и бедности в Маниле на кладбище проживают от 2 до 10 тысяч человек, которые ведут здесь нормальную семейную жизнь. Некоторые из них зарабатывают на жизнь, ухаживая за могилами или оказывая услуги посетителям. Помимо магазинов на кладбище есть закусочные и даже интернет-кафе.
Каждый мавзолей представляет собой отдельный дом, некоторые из которых даже двухэтажные. Над входом в склеп обязательно написана фамилия семьи.
Северное кладбище — место захоронения многих видных в истории Филиппин людей, в том числе трёх президентов, многих деятелей культуры и активистов.
Кроме индивидуальных и семейных гробниц на кладбище установлены мемориалы в память о национальных героях, в том числе кенотаф 24 бойскаутов, погибших в авиакатастрофе в 1963 году, мавзолей ветеранов революции (Mauseleo de los Veteranos de la Revolucion), посвящённый участникам Филиппинской революции и филиппино-американской войны.
Во время японской оккупации Филиппин во время Второй мировой войны кладбище было местом массовых казней и расстрелов. Есть сведения, что японцы во главе с генералом Томоюки Ямасита на кладбище с октября по ноябрь 1944 года жестоко убили более 2000 гражданских лиц.

## Известные персоны, похороненные на Северном кладбище Манилы
- Серхио Осменья — 4-й Президент Содружества Филиппин
- Мануэль Рохас — 5-й Президент Филиппин
- Рамон Магсайсай — 7-й Президент Филиппин
- Акино де Рамос, Мельхора — национальный герой Филиппин
- Куэнко, Мариано Хесус — государственный деятель, президент Сената Филиппин (1949—1951)
- Лимьяп, Эсперанса — первая леди Филиппин (1944—1946)
- Панчо Вилья — боксёр, чемпион мира в наилегчайшей весовой категории (1923—1925)
- Паредес, Кинтин — государственный деятель, президент Сената Филиппин (1952)
- Патерно, Педро Алехандро — премьер-министр Филиппин (1899—1901), поэт и писатель
- Ректо, Кларо Майо — политический, государственный и общественный деятель.